# 巴舒基
49°48′20″N 25°32′4″E / 49.80556°N 25.53444°E
巴舒基（烏克蘭語：Башуки），是烏克蘭的村落，位於該國西部捷爾諾波爾州，由克列梅涅茨區負責管轄，始建於1707年，面積3.47平方公里，海拔高度324米，2001年人口919。